# Kerk van de Evangelische Gemeente Maastricht
De kerk van de Evangelische Gemeente Maastricht is het kerkgebouw van de vrije, evangelische gemeente in de Nederlandse stad Maastricht. Het gebouw ligt in de schaduw van het winkelcentrum Brusselse Poort op de hoek van de Aesculaapstraat en de Eenhoornsingel in de buurt Brusselsepoort .

## Geschiedenis
In 1966 begon de Amerikaanse zendeling Tom Murphy met evangelisatiewerk in het toen vrijwel universeel rooms-katholieke Maastricht. Al snel werden huissamenkomsten gehouden, waar onder andere de Bijbel werd bestudeerd vanuit evangelisch ("evangelical") perspectief en waar de noodzaak van wedergeboorte aan de orde werd gesteld. Op 7 januari 1973 werd de gemeente officieel opgericht.
De eerste kerkzaal was in wijkcentrum 't Ruweel in Malberg. In juli 1974 kon een winkelpand met woonruimte aan de Edmond Jasparstraat in Brusselsepoort worden gekocht. Omdat deze ruimte na verloop van tijd te klein werd en uitbreiding ter plaatse niet mogelijk was, stelde de Gemeente Maastricht grond beschikbaar voor de bouw van een eigen kerkgebouw. Het oude pand werd verkocht aan het Leger des Heils.
Bij de bouw werd geld bespaard doordat Amerikaanse studenten van verschillende kerkgenootschappen zes weken lang meehielpen met het leggen van de fundering. Het gebouw werd op 8 februari 1976 officieel geopend. Tom Murphy bleef tot 1983 voorganger.

## Beschrijving
De kerk van de Evangelische Gemeente is een betrekkelijk onopvallend gebouw in grijze baksteen onder een plat dak, gebouwd naar een ontwerp van architect Frits Corten. Centraal in de voorgevel bevindt zich een uitspringend muurdeel van rode baksteen met een gemetseld patroon van kruisfiguurtjes en voorzien van twee metalen kruisen, die boven de gevel uitsteken. Links daarvan bevindt zich de entree onder een bruin geschilderde luifel met de naam "Evangelische Gemeente". Het gebouw wordt aan twee zijden omgeven door grasvelden. In het interieur is de meeste ruimte gereserveerd voor de kerkzaal, die informeel met losse stoelen en een lessenaar is ingericht.